# Рота Грека (Козенца)
Рота Грека (итал. Rota Greca) је насеље у Италији у округу Козенца, региону Калабрија.
Према процени из 2011. у насељу је живело 1143 становника. Насеље се налази на надморској висини од 491 м.

## Становништво
Према резултатима пописа становништва 2011. у општини је живело 1.178 становника.
| 1931. | 1936. | 1951. | 1961. | 1971. | 1981. | 1991. | 2001. | 2011. |
| ----- | ----- | ----- | ----- | ----- | ----- | ----- | ----- | ----- |
| 2.303 | 1.955 | 1.958 | 1.453 | 1.337 | 1.338 | 1.476 | 1.293 | 1.178 |